# Artabotrys jacques-felicis
Espèce
Synonymes
- Artabotrys robustus Louis ex Boutique[1]

Artabotrys jacques-felicis Pellegr. est une espèce de plantes à fleurs de la famille des Annonaceae et du genre Artabotrys. C' est une liane ligneuse d'Afrique tropicale.

## Étymologie
Son épithète spécifique jacques-felicis rend hommage au botaniste français Henri Jacques-Félix, qui a récolté des spécimens au Cameroun en 1938.

## Habitat
Très rare, elle a été observées sur deux aires disjointes, l'une dans la Région du Centre au Cameroun (Ndiki, arrondissement de Ndikiniméki), l'autre en République démocratique du Congo.